# Acanthermia didactica
Acanthermia didactica là một loài bướm đêm trong họ Noctuidae.